# Seonui
Seonui, född 1705, död 1730, var Koreas drottning 1720–1724, gift med kung Gyeongjong av Korea. 
Hon utvaldes vid fjorton års ålder 1719 att bli kungens drottning. Hennes make besteg tronen 1720, året efter deras giftermål. 
Kungen var passiv och oförmögen både att regera och producera en tronarvinge. Under hans regeringstid delades hovet upp i konflikter mellan Soron-fraktionen, som stödde kungen, och Noron-fraktionen, som stödde kungens halvbror prins Yeongjo av Korea, som båda cirklade kring tronföljden. Drottning Seonui stödde Soron-fraktionen och ska ha planerat att adoptera prins Milpung som tronföljare, medan änkedrottning Inwon stödde Noron-fraktionen och lyckades övertala kungen att utse prins Yeoning till tronföljare. 
Hennes make avled 1724 och efterträddes av sin bror. Hennes familj misstänktes 1730 för att ligga bakom en mordplan på kungen, varför hon begick självmord genom att vägra äta. 